# Copa de la Liga de Francia 2013-14
La Copa de la Liga 2013/14 (en francés: Coupe de la Ligue 2013/14) fue la vigésima edición del torneo Copa de la Liga de Francia. Contó con la participación de 20 equipos de la Ligue 1, 20 de la Ligue 2 y 3 de la Championnat National. Se jugó entre el 6 de agosto de 2013 hasta el día de la final el 19 de abril de 2014. El campeón de esta edición fue el París Saint-Germain venciendo en la final al Olympique Lyonnais 1-2 y el cual se clasificará para la Liga Europea de la UEFA 2014-15 en caso de que no termine la liga entre los primeros dos puestos.

## Equipos

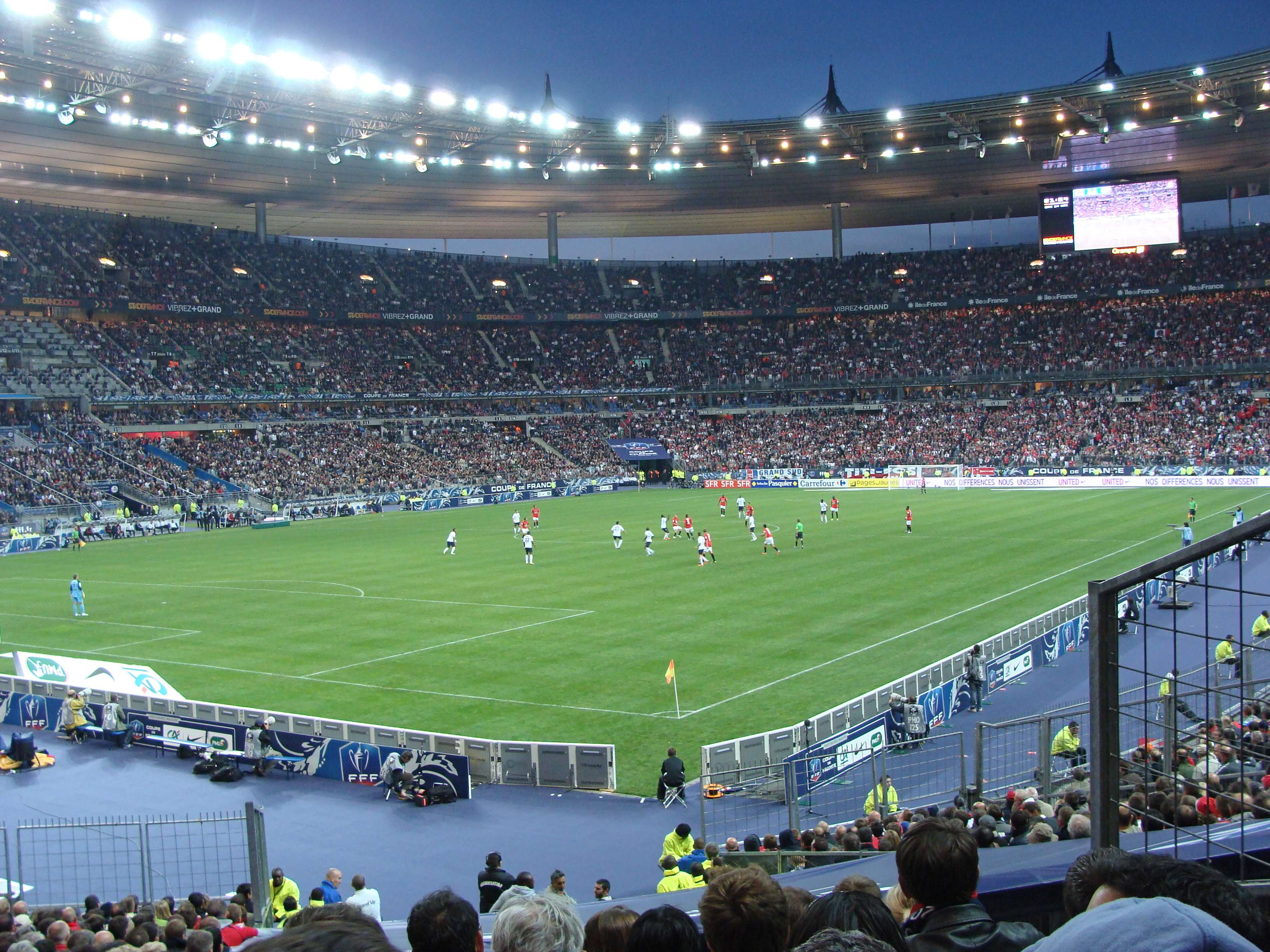
Stade de France sede de la gran final

| Ligue 1                  | Ligue 2        | National        |
| 1. AC Ajaccio            | 1. Angers SCO  | 1. GFCO Ajaccio |
| 2. SC Bastia             | 2. Arlés       | 2. Amiens       |
| 3. Girondins de Burdeos  | 3. AJ Auxerre  | 3. Boulogne     |
| 4. Évian Thonon Gaillard | 4. CA Bastia   |                 |
| 5. Guingamp              | 5. Brest       |                 |
| 6. Lille                 | 6. Caen        |                 |
| 7. Lorient               | 7. Châteauroux |                 |
| 8. Lyon                  | 8. Clermont    |                 |
| 9. Marsella              | 9. Créteil     |                 |
| 10. Mónaco               | 10. Dijon      |                 |
| 11. Montpellier          | 11. Istres     |                 |
| 12. Nantes               | 12. Laval      |                 |
| 13. OGC Niza             | 13. Le Havre   |                 |
| 14. París Saint-Germain  | 14. Lens       |                 |
| 15. Rennes               | 15. Nancy      |                 |
| 16. Saint-Étienne        | 16. Nîmes      |                 |
| 17. Sochaux              | 17. Niort      |                 |
| 18. Reims                | 18. Metz       |                 |
| 19. Toulouse             | 19. Troyes     |                 |
| 20. Valenciennes         | 20. Tours      |                 |

## Competición

### Primera ronda
La primera ronda de encuentros se llevó a cabo durante 2 días; 6 y 7 de agosto de 2013. Los 11 ganadores aseguran su lugar en la segunda ronda.
| 6 de agosto de 2013 | Brest     | 1:4 (0:0) | AJ Auxerre                                                    | Stade Francis-Le Blé, Brest                                  |                                                              |
|                     | Ayite 55' | Reporte   | Ntep 51' · Viale 68' · Haller 74' · Aït Ben Idir 90+3' (pen.) | Asistencia: 6.230 espectadores Árbitro(s): Sébastien Desiage | Asistencia: 6.230 espectadores Árbitro(s): Sébastien Desiage |

| 6 de agosto de 2013 | Tours                                         | 2:2 (1:1) (t. s.)(4 – 3 p.) | Istres                                           | Stade de la Vallée du Cher, Tours                             |                                                               |
|                     | Ketkeophomphone 33' (pen.) · Delort 87'       | Reporte                     | Legoff 31' · Rafael 57'                          | Asistencia: 3.527 espectadores Árbitro(s): Christian Guillard | Asistencia: 3.527 espectadores Árbitro(s): Christian Guillard |
|                     |                                               | Tiros desde el punto penal  |                                                  |                                                               |                                                               |
|                     | Chavalerin · Diawara · Bouhours · Bergougnoux |                             | Barillon · Sainati · Bocognano · Leroy · Boulaya |                                                               |                                                               |

| 6 de agosto de 2013 | Boulogne                                         | 1:1 (0:0) (3 – 4 p.)       | Créteil                                                 | Stade de la Libération, Boulogne-sur-Mer                  |                                                           |
|                     | Maurício 90+2'                                   | Reporte                    | Andriatsima 82'                                         | Asistencia: 1.831 espectadores Árbitro(s): Olivier Husset | Asistencia: 1.831 espectadores Árbitro(s): Olivier Husset |
|                     |                                                  | Tiros desde el punto penal |                                                         |                                                           |                                                           |
|                     | Dumas · Heloise · Rimane · Nianankoro · Maurício |                            | Andriatsima · Essombé · Di Bartolomeo · Danilson · Seck |                                                           |                                                           |

| 6 de agosto de 2013 | Laval | 0:1 (0:0) | Nîmes     | Stade Francis Le Basser, Laval                                |                                                               |
|                     |       | Reporte   | Nouri 72' | Asistencia: 4.358 espectadores Árbitro(s): Jérôme Miguelgorry | Asistencia: 4.358 espectadores Árbitro(s): Jérôme Miguelgorry |

| 6 de agosto de 2013 | Niort                      | 2:3 (1:3) | Le Havre                               | Stade René Gaillard, Niort                                        |                                                                   |
|                     | Rocheteau 35' · Martin 86' | Reporte   | Mahrez 4' · Mesloub 20' · Le Bihan 42' | Asistencia: 2.884 espectadores Árbitro(s): Alexandre Perreau Niel | Asistencia: 2.884 espectadores Árbitro(s): Alexandre Perreau Niel |

| 6 de agosto de 2013 | Amiens     | 1:0 (0:0) | Châteauroux | Stade de la Licorne, Amiens                                |                                                            |
|                     | Téhoué 55' | Reporte   |             | Asistencia: 2.540 espectadores Árbitro(s): Frank Schneider | Asistencia: 2.540 espectadores Árbitro(s): Frank Schneider |

| 6 de agosto de 2013 | Caen          | 2:0 (2:0) | Metz | Stade Michel d'Ornano, Caen                                 |                                                             |
|                     | Kodjia 5' 35' | Reporte   |      | Asistencia: 5.186 espectadores Árbitro(s): Alexandre Castro | Asistencia: 5.186 espectadores Árbitro(s): Alexandre Castro |

| 6 de agosto de 2013 | GFCO Ajaccio                            | 2:2 (0:0) (t. s.)(1:1 t. s.)(3 – 5 p.) | Troyes                                   | Stade Ange Casanova, Ajaccio                             |                                                          |
|                     | François 79' · Poggi 117'               | Reporte                                | Cabot 78' · Marcos 100'                  | Asistencia: 1.308 espectadores Árbitro(s): Philippe Kalt | Asistencia: 1.308 espectadores Árbitro(s): Philippe Kalt |
|                     |                                         | Tiros desde el punto penal             |                                          |                                                          |                                                          |
|                     | François · Poggi · Rivieyran · Martinez |                                        | Psaume · Othon · Carole · Court · Marcos |                                                          |                                                          |

| 6 de agosto de 2013 | Clermont                      | 3:0 (1:0) | Dijon | Stade Gabriel Montpied, Clermont-Ferrand                |                                                         |
|                     | Betsch 29' 69' · Dugimont 57' | Reporte   |       | Asistencia: 1.851 espectadores Árbitro(s): Floris Aubin | Asistencia: 1.851 espectadores Árbitro(s): Floris Aubin |

| 7 de agosto de 2013 | CA Bastia | 0:1 (0:1) | Arlés        | Stade Armand Cesari, Bastia                                  |                                                              |
|                     |           | Reporte   | Omrani 45+3' | Asistencia: 1.979 espectadores Árbitro(s): Nicolas Rainville | Asistencia: 1.979 espectadores Árbitro(s): Nicolas Rainville |

| 7 de agosto de 2013 | Angers SCO       | 1:2 (0:1) | Lens                                | Jean-Bouin Stadium, Lens                                     |                                                              |
|                     | Ayari 66' (pen.) | Reporte   | Valdivia 32' (pen.) · Touzghar 114' | Asistencia: 6.764 espectadores Árbitro(s): Bartolomeu Varela | Asistencia: 6.764 espectadores Árbitro(s): Bartolomeu Varela |

### Segunda ronda
La segunda ronda de encuentros se llevó a cabo el 27 de agosto de 2013. Participaron los once ganadores de la primera ronda más el equipo del Nancy.
| 27 de agosto de 2013 | Caen | 0:3 (0:1) | AJ Auxerre                                   | Stade Michel d'Ornano, Caen                              |                                                          |
|                      |      | Reporte   | Ntep 30' · Coulibaly 76' · Sammaritano 90+2' | Asistencia: 6.298 espectadores Árbitro(s): Benoît Millot | Asistencia: 6.298 espectadores Árbitro(s): Benoît Millot |

| 27 de agosto de 2013 | Le Havre       | 2:3 (0:1) (t. s.) | Amiens                         | Stade Jules Deschaseaux, El Havre                             |                                                               |
|                      | Mahrez 70' 84' | Reporte           | Téhoué 23' 69' · Koubemba 100' | Asistencia: 3.817 espectadores Árbitro(s): Christian Guillard | Asistencia: 3.817 espectadores Árbitro(s): Christian Guillard |

| 27 de agosto de 2013 | Clermont | 0:1 (0:1) | Tours          | Stade Gabriel Montpied, Clermont-Ferrand                     |                                                              |
|                      |          | Reporte   | Bergougnoux 5' | Asistencia: 2.572 espectadores Árbitro(s): Sébastien Desiage | Asistencia: 2.572 espectadores Árbitro(s): Sébastien Desiage |

| 27 de agosto de 2013 | Nîmes          | 1:2 (1:1) | Troyes                  | Stade des Costières, Nimes                               |                                                          |
|                      | Benmeziane 18' | Reporte   | Cabot 39' · N'Diaye 80' | Asistencia: 3.496 espectadores Árbitro(s): Olivier Thual | Asistencia: 3.496 espectadores Árbitro(s): Olivier Thual |

| 27 de agosto de 2013 | Lens                                             | 3:4 (1:1) | Créteil                                        | Stade Félix Bollaert, Lens                               |                                                          |
|                      | Coulibaly 13' (pen.) · Ducasse 79' · N'Diaye 87' | Reporte   | Lesage 36' (pen.) 84' · Seck 49' · Essombé 66' | Asistencia: 17.639 espectadores Árbitro(s): Saïd Ennjimi | Asistencia: 17.639 espectadores Árbitro(s): Saïd Ennjimi |

| 27 de agosto de 2013 | Nancy     | 1:0 (0:0) | Arlés | Stade Marcel Picot, Tomblaine                             |                                                           |
|                      | Louis 85' | Reporte   |       | Asistencia: 11.651 espectadores Árbitro(s): Mikael Lesage | Asistencia: 11.651 espectadores Árbitro(s): Mikael Lesage |

### Tercera ronda
La tercera ronda se llevó a cabo los días 29 y 30 de octubre, cuenta con la participación de los seis ganadores de la segunda ronda y a equipos de la Ligue 1 que no participan en competiciones europeas.
| 29 de octubre de 2013 | SC Bastia | 1:0 (1:0) | AC Ajaccio | Stade Armand Cesari, Bastia |                            |
|                       | Ilan 7'   | Reporte   |            | Árbitro(s): Amaury Delerue  | Árbitro(s): Amaury Delerue |

| 29 de octubre de 2013 | Valenciennes | 1:3 (0:2) | Troyes                     | Stade du Hainaut, Valenciennes                            |                                                           |
|                       | Dossevi 47'  | Reporte   | Court 4' · Gimbert 31' 57' | Asistencia: 7.229 espectadores Árbitro(s): Benoît Bastien | Asistencia: 7.229 espectadores Árbitro(s): Benoît Bastien |

| 29 de octubre de 2013 | Rennes                   | 2:1 (1:0) (t. s.) | Nancy        | Stade de la Route de Lorient, Rennes                      |                                                           |
|                       | Hunou 42' · Emerson 102' | Reporte           | Walter 90+2' | Asistencia: 11.023 espectadores Árbitro(s): Olivier Thual | Asistencia: 11.023 espectadores Árbitro(s): Olivier Thual |

| 29 de octubre de 2013 | Tours                                         | 3:1 (1:0) | Amiens            | Stade de la Vallée du Cher, Tours                            |                                                              |
|                       | Adnane 13' · Bergougnoux 68' · Chevalerin 89' | Reporte   | Seguin 82' (a.g.) | Asistencia: 6.869 espectadores Árbitro(s): Sébastien Moreira | Asistencia: 6.869 espectadores Árbitro(s): Sébastien Moreira |

| 29 de octubre de 2013 | Créteil     | 1:3 (1:0) | Arlés                                  | Stade Dominique-Duvauchelle, Créteil                             |                                                                  |
|                       | Belvito 31' | Reporte   | Sylla 51' · Trejo 79' · Ben Yedder 90' | Asistencia: 3.554 espectadores Árbitro(s): Jean-Charles Cailleux | Asistencia: 3.554 espectadores Árbitro(s): Jean-Charles Cailleux |

| 29 de octubre de 2013 | Lille | 0:1 (0:0) (t. s.) | AJ Auxerre  | Stade Pierre Mauroy, Lille                                |                                                           |
|                       |       | Reporte           | Haller 113' | Asistencia: 15.868 espectadores Árbitro(s): Benoît Millot | Asistencia: 15.868 espectadores Árbitro(s): Benoît Millot |

| 29 de octubre de 2013 | Nantes                    | 2:0 (0:0) | Lorient | Stade de la Beaujoire, Nantes                             |                                                           |
|                       | Bedoya 73' · N'Koudou 90' | Reporte   |         | Asistencia: 22.127 espectadores Árbitro(s): Philippe Kalt | Asistencia: 22.127 espectadores Árbitro(s): Philippe Kalt |

| 29 de octubre de 2013 | Guingamp     | 1:2 (1:0) | Lorient                 | Stade Municipal du Roudourou, Guingamp                    |                                                           |
|                       | Yatabaré 25' | Reporte   | Sougou 56' · Cambon 68' | Asistencia: 22.127 espectadores Árbitro(s): Philippe Kalt | Asistencia: 22.127 espectadores Árbitro(s): Philippe Kalt |

| 30 de octubre de 2013 | Sochaux                                 | 3:2 (1:0) (t. s.) | Évian Thonon Gaillard              | Stade Auguste Bonal, Montbéliard                          |                                                           |
|                       | Prcić 38' · Corchia 115' · Contout 119' | Reporte           | Martin 48' (pen.) · Stambouli 120' | Asistencia: 9.077 espectadores Árbitro(s): Clément Turpin | Asistencia: 9.077 espectadores Árbitro(s): Clément Turpin |

| 30 de octubre de 2013 | Reims      | 1:0 (1:0) | Mónaco | Stade Auguste Delaune, Reims                                  |                                                               |
|                       | Devaux 34' | Reporte   |        | Asistencia: 16.731 espectadores Árbitro(s): Bartolomeu Varela | Asistencia: 16.731 espectadores Árbitro(s): Bartolomeu Varela |

### Octavos de final
El sorteo de los octavos de final de la edición 2013-14 de la Copa de la Liga tuvo lugar el 7 de noviembre de 2013. La ronda contó con los diez ganadores de la tercera ronda y seis clubes de la Ligue 1 que participan en competiciones europeas. Los partidos se disputaron el 17 y el 18 de diciembre de 2013.
| 17 de diciembre de 2013 | Nantes           | 1:0 (0:0) | AJ Auxerre | Stade de la Beaujoire, Nantes                              |                                                            |
|                         | Aristeguieta 74' | Reporte   |            | Asistencia: 13.151 espectadores Árbitro(s): Amaury Delerue | Asistencia: 13.151 espectadores Árbitro(s): Amaury Delerue |

| 18 de diciembre de 2013 | Olympique Lyonnais                       | 3:2 (0:0) | Reims                           | Estadio Gerland, Lyon                                    |                                                          |
|                         | Gomis 58' · Lacazette 61' · Gourcuff 82' | Reporte   | Oniangue 65' · Ayité 87' (pen.) | Asistencia: 21.654 espectadores Árbitro(s): Saïd Ennjimi | Asistencia: 21.654 espectadores Árbitro(s): Saïd Ennjimi |

| 18 de diciembre de 2013 | OGC Niza                                 | 3:0 (3:0) | Sochaux | Stade du Ray, Niza                                        |                                                           |
|                         | Pejčinović 14' · Genevois 31' · Pied 34' | Reporte   |         | Asistencia: 15.500 espectadores Árbitro(s): Philippe Kalt | Asistencia: 15.500 espectadores Árbitro(s): Philippe Kalt |

| 18 de diciembre de 2013 | París Saint-Germain | 2:1 (1:0) (t. s.) | Saint-Étienne | Parque de los Príncipes, París                              |                                                             |
|                         | Cavani 24' 117'     | Reporte           | Erdinç 78'    | Asistencia: 45.608 espectadores Árbitro(s): Laurent Duhamel | Asistencia: 45.608 espectadores Árbitro(s): Laurent Duhamel |

| 18 de diciembre de 2013 | Troyes                   | 3:2 (2:2) | Tours                       | Stade de l'Aube, Troyes                                   |                                                           |
|                         | Court 6' 23' · Nivet 90' | Reporte   | Bergougnoux 5' · Adnane 44' | Asistencia: 4.141 espectadores Árbitro(s): Benoît Bastien | Asistencia: 4.141 espectadores Árbitro(s): Benoît Bastien |

| 18 de diciembre de 2013 | Marsella                      | 2:1 (2:1) | Toulouse   | Stade Vélodrome, Marsella                                   |                                                             |
|                         | Mendy 13' · Gignac 29' (pen.) | Reporte   | Spajić 43' | Asistencia: 35.621 espectadores Árbitro(s): Lionel Jaffredo | Asistencia: 35.621 espectadores Árbitro(s): Lionel Jaffredo |

| 18 de diciembre de 2013 | Évian Thonon Gaillard | 2:1 (0:1) | SC Bastia | Parc des Sports d’Annecy, Annecy                         |                                                          |
|                         | Wass 62' 67'          | Reporte   | Ilan 32'  | Asistencia: 4.053 espectadores Árbitro(s): Benoît Millot | Asistencia: 4.053 espectadores Árbitro(s): Benoît Millot |

| 18 de diciembre de 2013 | Rennes       | 1:2 (0:0) | Girondins de Burdeos               | Stade de la Route de Lorient, Rennes                     |                                                          |
|                         | Doucouré 52' | Reporte   | Henrique 50' · Jussiê 90+1' (pen.) | Asistencia: 18.714 espectadores Árbitro(s): Tony Chapron | Asistencia: 18.714 espectadores Árbitro(s): Tony Chapron |

### Cuartos de final
El sorteo de los cuartos de final de la edición 2013-14 de la Copa de la Liga se llevó a cabo el 18 de diciembre de 2013 tras la conclusión de la ronda de octavos. La ronda contó con los ocho ganadores de la ronda de octavos y se disputó el 14 y el 15 de enero de 2014.
| 14 de enero de 2014 | Girondins de Burdeos | 1:3 (0:1) | París Saint-Germain                    | Stade Jacques Chaban-Delmas, Burdeos                     |                                                          |
|                     | Biyogo 48'           | Reporte   | Pastore 45' · Rabiot 85' · Matuidi 88' | Asistencia: 29.250 espectadores Árbitro(s): Ruddy Buquet | Asistencia: 29.250 espectadores Árbitro(s): Ruddy Buquet |

| 15 de enero de 2014 | Nantes                                         | 4:3 (0:1) | OGC Niza                                       | Stade de la Beaujoire, Nantes                            |                                                          |
|                     | Đorđević 48' 52' · Vizcarrondo 77' · Gakpé 87' | Reporte   | Digard 17' · Kolodziejczak 72' · Cvitanich 85' | Asistencia: 11.861 espectadores Árbitro(s): Ruddy Buquet | Asistencia: 11.861 espectadores Árbitro(s): Ruddy Buquet |

| 15 de enero de 2014 | Troyes                                | 3:1 (2:0) | Évian Thonon Gaillard | Stade de l'Aube, Troyes                                      |                                                              |
|                     | Nivet 32' · Gimbert 44' · Cabot 90+3' | Reporte   | N'Sikulu 69'          | Asistencia: 5.972 espectadores Árbitro(s): Bartolomeu Varela | Asistencia: 5.972 espectadores Árbitro(s): Bartolomeu Varela |

| 15 de enero de 2014 | Olympique Lyonnais       | 2:1 (1:0) | Marsella   | Stade Gerland, Lyon                                        |                                                            |
|                     | Gourcuff 24' · Gomis 74' | Reporte   | Gignac 89' | Asistencia: 27.338 espectadores Árbitro(s): Antony Gautier | Asistencia: 27.338 espectadores Árbitro(s): Antony Gautier |

### Semifinal
El sorteo de las semifinales de la edición 2013-14 de la Copa de la Liga tuvo lugar el 15 de enero de 2014 a raíz de la celebración de los partidos de cuartos de final. La ronda cuenta con los cuatro ganadores de los partidos de cuartos de final y se disputó el 4 y 5 de febrero de 2014.
| 4 de febrero de 2014 | Nantes       | 1:2 (0:1) | París Saint-Germain | Stade de la Beaujoire, Nantes                               |                                                             |
|                      | Veigneau 81' | Reporte   | Ibrahimović 5' 90'  | Asistencia: 35.714 espectadores Árbitro(s): Laurent Duhamel | Asistencia: 35.714 espectadores Árbitro(s): Laurent Duhamel |

| 5 de febrero de 2014 | Olympique Lyonnais        | 2:1 (2:1) | Troyes     | Stade Gerland, Lyon                                         |                                                             |
|                      | Lacazette 16' · Gomis 27' | Reporte   | Xavier 35' | Asistencia: 19.168 espectadores Árbitro(s): Lionel Jaffredo | Asistencia: 19.168 espectadores Árbitro(s): Lionel Jaffredo |

### Final
La final se llevó a cabo el 19 de abril de 2014 en el Stade de France.
| 19 de abril de 2014 | Olympique Lyonnais | 1:2 (0:2) | París Saint-Germain | Stade de France, Saint-Denis, París                         |                                                             |
|                     | Lacazette 56'      | Reporte   | E. Cavani 4' 33'    | Asistencia: 78.489 espectadores Árbitro(s): Stéphane Lannoy | Asistencia: 78.489 espectadores Árbitro(s): Stéphane Lannoy |

## Campeón
| Bandera de Isla de Francia |
| Campeón                    |
| París Saint-Germain        |
| 4º título                  |

## Goleadores
| #   | Jugador             | Equipo              | Goles | Minutos |
| --- | ------------------- | ------------------- | ----- | ------- |
| 1.  | Edinson Cavani      | París Saint-Germain | 4     | 255'    |
| 2.  | Jimmy Cabot         | Troyes              | 3     | 202'    |
| 3.  | Alexandre Lacazette | Olympique Lyonnais  | 3     | 350'    |
| 4.  | Bafétimbi Gomis     | Olympique Lyonnais  | 3     | 354'    |
| 5.  | Bryan Bergougnoux   | Tours               | 3     | 390'    |
| 6.  | Riyad Mahrez        | Le Havre            | 3     | 210'    |
| 7.  | Jonathan Tehoue     | Amiens              | 3     | 222'    |
| 8.  | Ghislain Gimbert    | Troyes              | 3     | 348'    |
| 9.  | Yoann Court         | Troyes              | 3     | 483'    |
| 10. | Sébastien Haller    | AJ Auxerre          | 2     | 95'     |